# Heliangara erycides
Heliangara erycides är en fjärilsart som beskrevs av Edward Meyrick 1916. Heliangara erycides ingår i släktet Heliangara och familjen stävmalar. Inga underarter finns listade i Catalogue of Life.